# Larry Willis
Lawrence Elliot Willis (Nueva York, 20 de diciembre de 1940-Baltimore, Maryland, 29 de septiembre de 2019) fue un pianista, teclista y compositor de jazz y jazz-rock.

## Historial
Después de estudiar canto, se decidió por el piano, tras escuchar a Bill Evans. Sus primeros trabajos fueron acompañando a Jackie McLean (1963), Hugh Masekela (1964), Kai Winding (1965-1967), Stan Getz (1969), Cannonball Adderley (1971) y Earl May (1972). Ese mismo año se incorporó al grupo de jazz rock, Blood, Sweat & Tears, con quienes permaneció hasta 1975. Después, trabajó con numerosas figuras del jazz,  como Branford Marsalis (1986), Carla Bley (1987) y Jerry González & The Fort Apache Band (desde 1984). Recientemente, formó parte de la banda del baterista Jimmy Cobb.